# Gerardus Gul

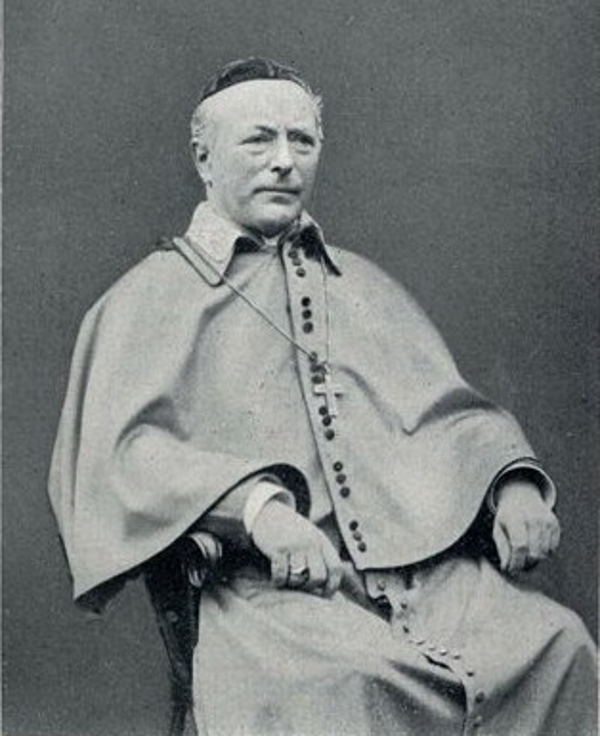
Gerardus Gul

Gerardus Gul (eigentlich Gerrit Gul; * 27. Oktober 1847 in Egmond aan Zee; † 9. Februar 1920 in Utrecht) war von 1892 bis zu seinem Tod der elfte alt-katholische Erzbischof von Utrecht.

## Leben

### Jugend und erste Tätigkeiten
Nach seinem Studium am alt-katholischen Seminar in Amersfoort empfing er am 21. November 1870 durch Hermann Heykamp die Priesterweihe. Nach kurzer Zeit in den Pfarrgemeinden Amsterdam (Willibrord und St. Johannes), Zaandam (St. Maria Magdalena) und Utrecht (Hl. Jakobus) sowie als Professor der Theologie am Priesterseminar in Amersfoort wurde er im Jahr 1886 Pfarrer der Kirche St. Vitus in Hilversum, wo die versteckt gelegene alte Kirche (schuilkerk) durch eine neue Kirche und ein Pfarrhaus ersetzt wurde. Ab 1890 war er Mitglied des Metropolitankapitels.

### Bischofsamt

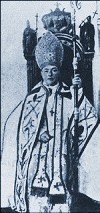
Gerardus Gul um 1910 im Bischofsornat

Am 23. Februar 1892 wurde er als Nachfolger von Johannes Heykamp zum Erzbischof von Utrecht gewählt, nach dieser Wahl wurde zum ersten Mal nicht um Bestätigung durch den Papst ersucht. Die Bischofsweihe empfing Gul am 11. Mai 1892 in Hilversum, Konsekrator war Casparus Johannes Rinkel, Bischof von Haarlem, zusammen mit dem Bischof von Deventer Cornelius Diependaal, dem deutschen Bischof Joseph Hubert Reinkens und dem Schweizer Bischof Eduard Herzog. Als Erzbischof wählte Gul das Motto: „Keine Wahrheit ohne Liebe“.
Gerardus Gul erlebte in seinem Bischofsamt das Ende der Isolierung der Alt-Katholiken in den Niederlanden. Er wirkte mit an den Bischofsweihen von Nicolaus Bartholomeus Petrus Spit, Antoni Stanisław Kozłowski, Josef Demmel, Jacobus Johannes van Thiel, Franciszek Hodur, Arnold Harris Mathew, Jan Maria Michał Kowalski, Georg Moog, Nicolaas Prins und Henricus Theodorus Johannes van Vlijmen, durch ihn wurde die Apostolische Sukzession so auch außerhalb der altkatholischen Kirche verbreitet. Gul stand in Verbindung mit der «Petite Église» in Frankreich und den altkatholischen Kirchen in Nantes und Paris. Eine geplante Reise nach Sankt Petersburg wurde durch den Ersten Weltkrieg unmöglich.
Fortschritt erfuhr auch das kirchliche Leben. Von besonderer Bedeutung war die Einführung der Muttersprache in der Liturgie (1909). Auch das kirchliche Vereinswesen gelangte zur Entfaltung, z. B. der Altkatholische Fonds zur Unterstützung, der innerhalb der Kirche wirkte, und der Verein „Peter Buys“, der die Grundsätze der altkatholischen Kirche nach außen tragen sollte.
Die Einführung einer Synode fand ebenfalls unter seinen Episkopat statt.